# Solingen Hauptbahnhof
Solingen Hauptbahnhof – stacja kolejowa i główny dworzec kolejowy w Solingen, w kraju związkowym Nadrenia Północna-Westfalia, w Niemczech. Stacja została otwarta w 1896. Znajdują się tu 2 perony.